# Fain-lès-Moutiers
 Fain-lès-Moutiers  es una población y comuna francesa, en la región de Borgoña, departamento de Côte-d'Or, en el distrito de Montbard y cantón de Montbard.

## Demografía

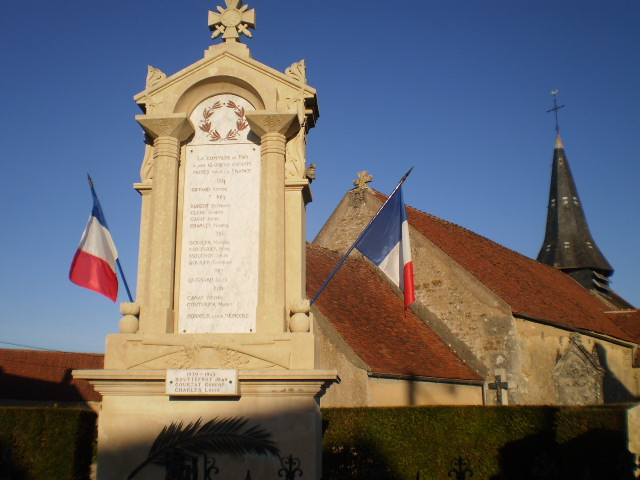
Chapelle Fain Les Moutiers

| 230 | 212 | 179 | 159 | 141 | 147 |
| Para los censos de 1962 a 1999 la población legal corresponde a la población sin duplicidades (Fuente: INSEE [Consultar]) |     |     |     |     |     |